# Eugenie Besserer
Eugenie Besserer (25 de diciembre de 1868 – 29 de mayo de 1934) fue una actriz estadounidense que protagonizó varias películas mudas y largometrajes a inicios de la era sonora, inició su carrera a partir de 1910. Su papel más notable fue su interpretación de Sara Rabinowitz, madre del protagonista, Jakie Rabinowitz, en la película The Jazz Singer.

## Primeros años
Nacida en Marsella, Francia, Besserer asistió al Convento de Notre Dame ubicado en Ottawa, Canadá. Sus padres se mudaron a Ottawa, cuando era niña, y pasó su crianza ahí. Besserer quedó huérfana y escapó de sus tutores cuando tenía alrededor de 12 años. Llegó a la ciudad de Nueva York y aterrizó en la Grand Central Station teniendo tan solo 25 centavos (moneda canadiense, era equivalente a US$0.34 en ese momento). Besserer consiguió a una ex institutriz, gracias a la ayuda de un conductor de tranvía, que ayudó a Eugenie a localizar la ubicación de un tío, con quién vivía. Eugenie continuó su educación allí.

## Carrera
Besserer empezó a trabajar en producciones teatrales cuando trabajó juntó con McKee Rankin, esto sucedió cuando el productor solía tener como favorita a Nance O'Neil. Después, empezó a trabajar con notables actores de teatro como Frank Keenan y Wilton Lackaye. Cuando era joven, trabajó juntó con Maurice Barrymore. Besserer trabajó en el Pike's Opera House en Portland (Oregón). Besserer apareció en una obra dramática juntó con Henry Kolker. Sin embargo, la enfermedad de su hermana hizo que Besserer se trasladará a la costa oeste, y llegó a Hollywood en 1910, cuando aún se estaban haciendo la realización de las películas.
Mientras trabajaba en la industria cinematográfica, Eugenie interpretaba principalmente papeles de madre, siendo el más notable el papel de la madre de Jakie Rabinowitz (Al Jolson) en The Jazz Singer. Eugenie trabajó en Selig Polyscope Company. Otro papel notable fue cuando interpretó a la Tía Ray en The Circular Staircase (1915), basada en la novela de Mary Roberts Rinehart.

## Vida personal
Cuando tenía 15 años, Besserer se casó con Albert W. Hegger. Tuvieron una hija.

## Muerte
El 29 de mayo de 1934, Besserer murió en su residencia en Hollywood, a los 65 años. Su funeral se llevó a cabo en la Iglesia de Santa Teresa, y sus servicios de rosario se llevaron a cabo en Edwards Brothers Colonial Mortuary, Venice Boulevard, en Los Ángeles. Esta enterrada en el Calvary Cemetery (Los Ángeles).

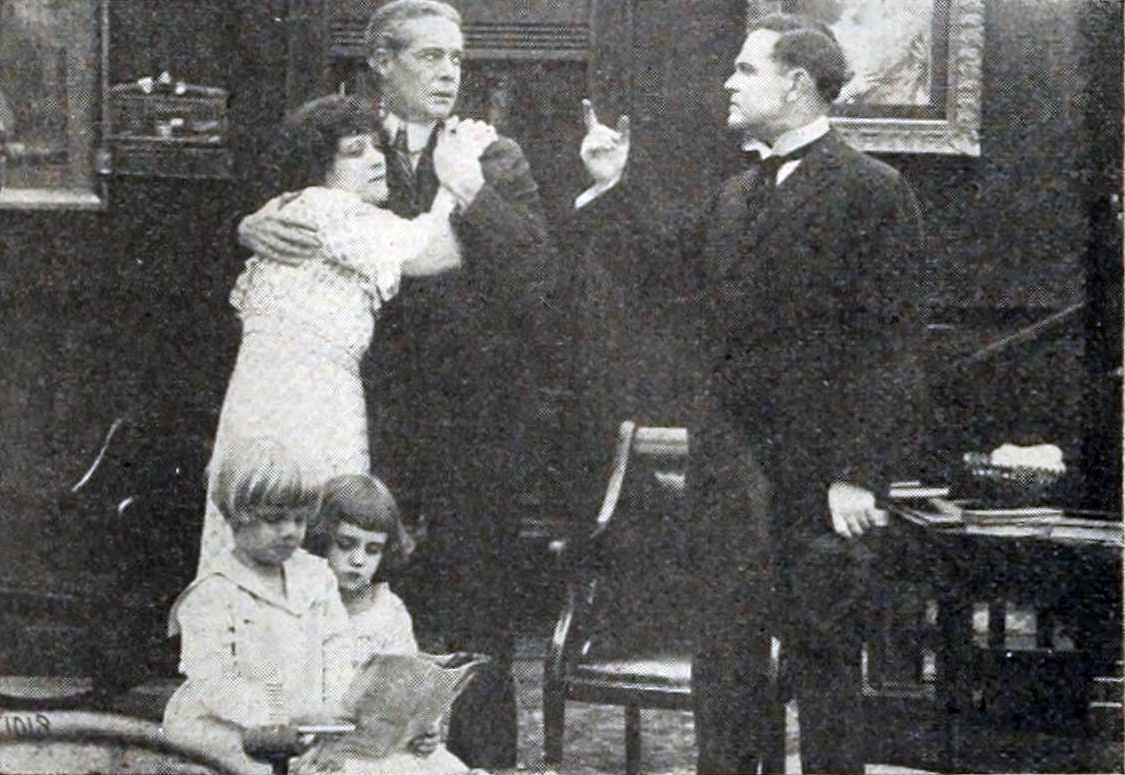
The Sacrifice (1916)